# Tour de France 2003
Il Tour de France 2003, novantesima edizione della corsa e Tour del centenario, prese il via il 5 luglio da Parigi e si concluse il 27 luglio con la classica passerella sugli Champs-Élysées, sempre a Parigi.
Si tratta della quinta di sette edizioni consecutive del Tour senza vincitore, a causa della squalifica, sancita successivamente nel tempo una volta emerso lo scandalo doping che lo coinvolse, dello statunitense Lance Armstrong.
Il 23 agosto 2005, una inchiesta del giornale sportivo L'Équipe, accompagnata dall'analisi di un campione di urina, ha dimostrato che Lance Armstrong risultò positivo all'eritropoietina (EPO) durante il Tour del 1999.
Il 22 ottobre 2012 l'UCI riconobbe la sanzione imposta dall'USADA a Lance Armstrong, accusato di aver utilizzato sostanze dopanti durante la sua permanenza alla US Postal Service, e confermò di fatto la cancellazione delle sue sette vittorie al Tour de France. Il 26 ottobre la stessa UCI ufficializzò la decisione di non attribuire ad altri corridori le vittorie ottenute dallo statunitense e di non modificare i piazzamenti degli altri ciclisti.
Tale decisione, seppure tardiva, simboleggiò una sorta di ripudio da parte del Tour a quel difficile periodo.
Lance Armstrong aveva a lungo negato il sistematico utilizzo di pratiche dopanti nei suoi team; ma poi, messo con le spalle al muro anche dalle confessioni (spontanee presso la Usada, in interviste agli organi di stampa o in autobiografie) di alcuni dei suoi vecchi compagni di squadra, soltanto il 17 gennaio 2013, durante un'intervista con Oprah Winfrey, egli ammise per la prima volta di aver alterato illegalmente le proprie prestazioni sportive, sia durante il periodo in cui vinse i suoi sette Tour de France, sia durante il periodo precedente al cancro.
Al secondo posto della graduatoria generale del Tour de France 2003 si classificò nuovamente il passista-cronoman tedesco Jan Ullrich (al sesto podio su sei partecipazioni nella Grande Boucle, dopo altri quattro secondi posti ed il trionfo nella edizione del 1997).
Nella terza posizione della classifica generale si piazzò il finisseur kazako Aleksandr Vinokurov (per la prima ed unica volta in carriera salito sul podio dei Campi Elisi).

## Percorso
Il percorso del Tour de France 2003 prevedeva 20 tappe più un prologo iniziale, per un totale di 3 427,5 km intervallati da due giornate di trasferimento, il 16 luglio e il 22 luglio. Il paese veniva attraversato in senso orario: sette erano le tappe di montagna, tre sulle Alpi e quattro sui Pirenei, mentre dieci quelle pianeggianti. Le prove a cronometro erano in tutto quattro, tre individuali (il prologo, la 12ª e la 19ª frazione) e una a squadre, nella quarta frazione.

## Tappe
| Tappa  | Data      | Percorso                                     | km      | Vincitore di tappa                | Leader cl. generale |
| ------ | --------- | -------------------------------------------- | ------- | --------------------------------- | ------------------- |
| prol.  | 5 luglio  | Parigi > Parigi (cron. individuale)          | 6,5     | Bradley McGee                     | Bradley McGee       |
| 1ª     | 6 luglio  | Saint-Denis > Meaux                          | 168     | Alessandro Petacchi               | Bradley McGee       |
| 2ª     | 7 luglio  | La Ferté-sous-Jouarre > Sedan                | 204,5   | Baden Cooke                       | Bradley McGee       |
| 3ª     | 8 luglio  | Charleville-Mézières > Saint-Dizier          | 167,5   | Alessandro Petacchi               | Jean-Patrick Nazon  |
| 4ª     | 9 luglio  | Joinville > Saint-Dizier (cron. a squadre)   | 69      | US Postal Service p/b Berry Floor | Víctor Hugo Peña    |
| 5ª     | 10 luglio | Troyes > Nevers                              | 196,5   | Alessandro Petacchi               | Víctor Hugo Peña    |
| 6ª     | 11 luglio | Nevers > Lione                               | 230     | Alessandro Petacchi               | Víctor Hugo Peña    |
| 7ª     | 12 luglio | Lione > Morzine                              | 230,5   | Richard Virenque                  | Richard Virenque    |
| 8ª     | 13 luglio | Sallanches > Alpe d'Huez                     | 219     | Iban Mayo                         | Lance Armstrong     |
| 9ª     | 14 luglio | Le Bourg-d'Oisans > Gap                      | 184,5   | Aleksandr Vinokurov               | Lance Armstrong     |
| 10ª    | 15 luglio | Gap > Marsiglia                              | 219,5   | Jakob Piil                        | Lance Armstrong     |
|        | 16 luglio | giorno di riposo                             |         |                                   |                     |
| 11ª    | 17 luglio | Narbona > Tolosa                             | 153,5   | Juan Antonio Flecha               | Lance Armstrong     |
| 12ª    | 18 luglio | Gaillac > Cap'Découverte (cron. individuale) | 47      | Jan Ullrich                       | Lance Armstrong     |
| 13ª    | 19 luglio | Tolosa > Ax 3 Domaines                       | 197,5   | Carlos Sastre                     | Lance Armstrong     |
| 14ª    | 20 luglio | Saint-Girons > Loudenvielle                  | 191,5   | Gilberto Simoni                   | Lance Armstrong     |
| 15ª    | 21 luglio | Bagnères-de-Bigorre > Luz-Ardiden            | 159,5   | Lance Armstrong                   | Lance Armstrong     |
|        | 22 luglio | giorno di riposo                             |         |                                   |                     |
| 16ª    | 23 luglio | Pau > Bayonne                                | 197,5   | Tyler Hamilton                    | Lance Armstrong     |
| 17ª    | 24 luglio | Dax > Bordeaux                               | 181     | Servais Knaven                    | Lance Armstrong     |
| 18ª    | 25 luglio | Bordeaux > Saint-Maixent-l'École             | 203,5   | Pablo Lastras                     | Lance Armstrong     |
| 19ª    | 26 luglio | Pornic > Nantes (cron. individuale)          | 49      | David Millar                      | Lance Armstrong     |
| 20ª    | 27 luglio | Ville-d'Avray > Parigi                       | 152     | Jean-Patrick Nazon                | Lance Armstrong     |
| Totale | Totale    | Totale                                       | 3 427,5 |                                   |                     |

## Squadre e corridori partecipanti
| N.      | Cod. | Squadra            |
| ------- | ---- | ------------------ |
| 1-9     | USP  | US Postal Service  |
| 11-19   | ONC  | ONCE-Eroski        |
| 21-29   | TEL  | Team Telekom       |
| 31-39   | BAN  | iBanesto.com       |
| 41-49   | RAB  | Rabobank           |
| 51-59   | SAE  | Saeco              |
| 61-69   | COF  | Cofidis            |
| 71-79   | CSC  | Team CSC           |
| 81-89   | FAS  | Fassa Bortolo      |
| 91-99   | FDJ  | fdjeux.com         |
| 101-109 | KEL  | Kelme-Costa Blanca |

| N.      | Cod. | Squadra                |
| ------- | ---- | ---------------------- |
| 111-119 | QSD  | Quick Step-Davitamon   |
| 121-129 | C.A  | Crédit Agricole        |
| 131-139 | TBI  | Team Bianchi           |
| 141-149 | LOT  | Lotto-Domo             |
| 151-159 | A2R  | AG2R Prévoyance        |
| 161-169 | VIN  | Vini Caldirola-So.Di.  |
| 171-179 | EUS  | Euskaltel-Euskadi      |
| 181-189 | BLB  | Brioches La Boulangère |
| 191-199 | GST  | Gerolsteiner           |
| 201-209 | ALS  | Alessio                |
| 211-219 | DEL  | Jean Delatour          |

## Resoconto degli eventi
Al Tour de France 2003 parteciparono 198 corridori.  Di questi 147 arrivarono al traguardo finale di Parigi; dopo l'esclusione di Lance Armstrong ne rimangono classificati 146.  Le squadre partecipanti erano 6 francesi, 4 italiane, 4 spagnole, 3 tedesche, 2 belghe, 1 olandese, 1 danese, 1 statunitense.  I corridori partecipanti erano 43 spagnoli, 39 francesi, 35 italiani, 18 tedeschi, 8 belgi, 7 australiani, 7 olandesi, 6 statunitensi, 5 russi, 4 svizzeri, 4 danesi, 3 austriaci, 3 colombiani, 2 ucraini, 2 cechi, 1 croato, 1 sudafricano, 1 britannico, 1 norvegese, 1 estone, 1 svedese, 1 sloveno, 1 lettone, 1 portoghese, 1 kazako, 1 venezuelano, 1 ungherese.
La corsa fu molto combattuta. Il tedesco Jan Ullrich batté infatti Armstrong nella prima gara a cronometro e la battaglia fra i due si fece serrata sulle montagne; a essi si aggiunse Aleksandr Vinokurov, che grazie ad attacchi spettacolari rimase sempre vicino alla testa della corsa (sino a Luz-Ardiden, dove fu costretto a cedere).
Dopo le tappe pianeggianti, quattro delle quali vinte in volata da Alessandro Petacchi, la prima tappa di montagna, con arrivo a Morzine, fu appannaggio di Richard Virenque, che fece sua anche la maglia gialla. Il giorno dopo, sull'Alpe d'Huez, andò a vincere lo spagnolo Iban Mayo (il quale concluse la corsa al sesto posto) mentre il simbolo del primato passò sulle spalle di Armstrong, che da lì in poi non lo perse più.
Il giorno dopo, nella tappa di Gap, lo spagnolo Joseba Beloki, fino ad allora secondo nella generale a 40" dalla testa, dovette abbandonare la corsa in seguito alla frattura del femore, rimediata in una rovinosa caduta in discesa; nella stessa azione rischiò anche di coinvolgere Armstrong, che si vide costretto a uscire di strada e a percorrere un breve tratto in un campo.
Ullrich, dopo aver vinto la cronometro di Cap'Découverte, attaccò sul Tourmalet nella tappa di Luz-Ardiden, non riuscendo però a staccare Armstrong. Nell'ultima salita della medesima frazione lo statunitense cadde a terra dopo aver impattato contro il sacchetto giallo del rifornimento sventolato da un giovane spettatore; il gruppo di testa, fermato da Hamilton, attese che rientrasse: Armstrong quindi contrattaccò e andò a vincere la frazione.
Lo statunitense Tyler Hamilton vinse la tappa di Bayonne dopo una lunga fuga solitaria, riuscendo a lottare con gli altri big pur avendo riportato la frattura di una clavicola in una delle prime tappe e finendo poi al quarto posto in classifica generale. Nell'ultima decisiva cronometro, vinta da David Millar, Armstrong amministrò il vantaggio di 1'05" su Ullrich, che invece cadde perdendo diversi secondi. Il tedesco chiuse al secondo posto in classifica generale per la quinta volta al Tour.
Dopodiché, dal 2005 al 2012, si succedettero nella maniera sopra citata le decisioni che corressero la classifica di questa edizione del Tour de France.

## Evoluzione delle classifiche
| Tappa              | Vincitore                         | Classifica generale Maglia gialla | Classifica a punti Maglia verde | Classifica scalatori Maglia a pois | Classifica giovani Maglia bianca | Classifica a squadre Numero giallo |
| ------------------ | --------------------------------- | --------------------------------- | ------------------------------- | ---------------------------------- | -------------------------------- | ---------------------------------- |
| Prologo            | Bradley McGee                     | Bradley McGee                     | Bradley McGee                   | non assegnata                      | Vladimir Karpets                 | US Postal Service                  |
| 1ª                 | Alessandro Petacchi               | Bradley McGee                     | Robbie McEwen                   | Christophe Mengin                  | Andy Flickinger                  | US Postal Service                  |
| 2ª                 | Baden Cooke                       | Bradley McGee                     | Robbie McEwen                   | Christophe Mengin                  | Baden Cooke                      | US Postal Service                  |
| 3ª                 | Alessandro Petacchi               | Jean-Patrick Nazon                | Robbie McEwen                   | Christophe Mengin                  | Baden Cooke                      | US Postal Service                  |
| 4ª                 | US Postal Service p/b Berry Floor | Víctor Hugo Peña                  | Robbie McEwen                   | Christophe Mengin                  | Vladimir Karpets                 | US Postal Service                  |
| 5ª                 | Alessandro Petacchi               | Víctor Hugo Peña                  | Robbie McEwen                   | Frédéric Finot                     | Vladimir Karpets                 | US Postal Service                  |
| 6ª                 | Alessandro Petacchi               | Víctor Hugo Peña                  | Alessandro Petacchi             | Christophe Mengin                  | Vladimir Karpets                 | US Postal Service                  |
| 7ª                 | Richard Virenque                  | Richard Virenque                  | Baden Cooke                     | Richard Virenque                   | Denis Men'šov                    | Quick Step-Davitamon               |
| 8ª                 | Iban Mayo                         | Lance Armstrong                   | Baden Cooke                     | Richard Virenque                   | Denis Men'šov                    | Euskaltel-Euskadi                  |
| 9ª                 | Aleksandr Vinokurov               | Lance Armstrong                   | Baden Cooke                     | Richard Virenque                   | Denis Men'šov                    | Euskaltel-Euskadi                  |
| 10ª                | Jakob Piil                        | Lance Armstrong                   | Baden Cooke                     | Richard Virenque                   | Denis Men'šov                    | Team CSC                           |
| 11ª                | Juan Antonio Flecha               | Lance Armstrong                   | Baden Cooke                     | Richard Virenque                   | Denis Men'šov                    | iBanesto.com                       |
| 12ª                | Jan Ullrich                       | Lance Armstrong                   | Baden Cooke                     | Richard Virenque                   | Denis Men'šov                    | Team CSC                           |
| 13ª                | Carlos Sastre                     | Lance Armstrong                   | Baden Cooke                     | Richard Virenque                   | Denis Men'šov                    | Team CSC                           |
| 14ª                | Gilberto Simoni                   | Lance Armstrong                   | Baden Cooke                     | Richard Virenque                   | Denis Men'šov                    | Team CSC                           |
| 15ª                | Lance Armstrong                   | Lance Armstrong                   | Baden Cooke                     | Richard Virenque                   | Denis Men'šov                    | Team CSC                           |
| 16ª                | Tyler Hamilton                    | Lance Armstrong                   | Baden Cooke                     | Richard Virenque                   | Denis Men'šov                    | Team CSC                           |
| 17ª                | Servais Knaven                    | Lance Armstrong                   | Baden Cooke                     | Richard Virenque                   | Denis Men'šov                    | Team CSC                           |
| 18ª                | Pablo Lastras                     | Lance Armstrong                   | Robbie McEwen                   | Richard Virenque                   | Denis Men'šov                    | Team CSC                           |
| 19ª                | David Millar                      | Lance Armstrong                   | Robbie McEwen                   | Richard Virenque                   | Denis Men'šov                    | Team CSC                           |
| 20ª                | Jean-Patrick Nazon                | Lance Armstrong                   | Baden Cooke                     | Richard Virenque                   | Denis Men'šov                    | Team CSC                           |
| Classifiche finali | Classifiche finali                | Lance Armstrong                   | Baden Cooke                     | Richard Virenque                   | Denis Men'šov                    | Team CSC                           |

## Classifiche finali

### Classifica generale - Maglia gialla
| Pos. | Corridore           | Squadra         | Tempo     |
| ---- | ------------------- | --------------- | --------- |
| SQ   | Lance Armstrong     | US Postal       | 83h41'12" |
| 2    | Jan Ullrich         | Team Bianchi    | a 1'01"   |
| 3    | Aleksandr Vinokurov | Team Telekom    | a 4'14"   |
| 4    | Tyler Hamilton      | Team CSC        | a 6'17"   |
| 5    | Haimar Zubeldia     | Euskaltel       | a 6'51"   |
| 6    | Iban Mayo           | Euskaltel       | a 7'06"   |
| 7    | Ivan Basso          | Fassa Bortolo   | a 10'12"  |
| 8    | Christophe Moreau   | Crédit Agricole | a 12'28"  |
| 9    | Carlos Sastre       | Team CSC        | a 18'49"  |
| 10   | Francisco Mancebo   | iBanesto.com    | a 19'15"  |

### Classifica a punti - Maglia verde
| Pos. | Corridore     | Squadra         | Punti |
| ---- | ------------- | --------------- | ----- |
| 1    | Baden Cooke   | fdjeux.com      | 216   |
| 2    | Robbie McEwen | Lotto-Domo      | 214   |
| 3    | Erik Zabel    | Team Telekom    | 188   |
| 4    | Thor Hushovd  | Crédit Agricole | 173   |
| 5    | Luca Paolini  | Quick Step      | 156   |

### Classifica scalatori - Maglia a pois
| Pos. | Corridore           | Squadra         | Punti |
| ---- | ------------------- | --------------- | ----- |
| 1    | Richard Virenque    | Quick Step      | 324   |
| 2    | Laurent Dufaux      | Alessio         | 187   |
| SQ   | Lance Armstrong     | US Postal       | 168   |
| 4    | Christophe Moreau   | Crédit Agricole | 137   |
| 5    | Juan Miguel Mercado | iBanesto.com    | 136   |

### Classifica giovani - Maglia bianca
| Pos. | Corridore           | Squadra       | Tempo      |
| ---- | ------------------- | ------------- | ---------- |
| 1    | Denis Men'šov       | iBanesto.com  | 84h00'56"  |
| 2    | Mikel Astarloza     | AG2R Prév.    | a 42'29"   |
| 3    | Juan Miguel Mercado | iBanesto.com  | a 1h02'48" |
| 4    | Sylvain Chavanel    | La Boulangère | a 1h05'17" |
| 5    | Andy Flickinger     | AG2R Prév.    | a 1h09'09" |

### Classifica a squadre - Numero giallo
| Pos. | Squadra                           | Tempo      |
| ---- | --------------------------------- | ---------- |
| 1    | Team CSC                          | 248h18'18" |
| 2    | iBanesto.com                      | a 21'46"   |
| 3    | Euskaltel-Euskadi                 | a 44'59"   |
| 4    | US Postal Service p/b Berry Floor | a 45'53"   |
| 5    | Team Bianchi                      | a 1.12'40" |